# Międzygminna Komunikacja Tramwajowa
Międzygminna Komunikacja Tramwajowa Sp. z o.o. – przedsiębiorstwo komunikacyjne z siedzibą w Łodzi, utworzone w 1993 roku. Było kontynuatorem tradycji ponad stuletniej łódzkiej podmiejskiej komunikacji tramwajowej. Została zlikwidowana 1 kwietnia 2012 roku, a część taboru i linie tramwajowe przejęło MPK-Łódź.
Właścicielami spółki byli:
- Gmina Miasta Łódź – 49,0% udziałów
- Gmina Miasta Zgierz – 35,5% udziałów
- Gmina Zgierz – 1,5% udziałów
- Gmina Miasta Ozorków – 14,0% udziałów

Międzygminna Komunikacja Tramwajowa Sp. z o.o. prowadziła regularną działalność przewozową na liniach 46 oraz 46A (skrócony wariant Chocianowice IKEA – Helenówek, kursował w dni robocze w godzinach szczytu) najdłuższej linii tramwajowej w Polsce łączącej trzy miasta: Łódź – Zgierz – Ozorków, oraz trzech liniach autobusowych.

## Linie obsługiwane do 1998 r.
- 41: Łódź pl. Niepodległości – Pabianice ul. Wiejska
- 41BIS: Pabianice Wiejska – Duży Skręt
- 45: Łódź ul. Północna – Zgierz pl. Kilińskiego
- 101: Łódź ul. Północna – Zgierz pl. Kilińskiego (kursy nocne)
- 46: Łódź ul. Północna – Ozorków

## Linie obsługiwane do 2012 r.

### Tramwajowe
- 46: Chocianowice- IKEA – Pabianicka, al. Politechniki, Żeromskiego, Kopernika, Gdańska, Legionów, Plac Wolności, Nowomiejska, Zgierska – HELENÓWEK – ZGIERZ, LUĆMIERZ, EMILIA – OZORKÓW Cegielniana
- 46A: Chocianowice-IKEA, Pabianicka, al. Politechniki, Żeromskiego, Kopernika, Gdańska, Legionów, Plac Wolności, Nowomiejska, Zgierska- HELENÓWEK

### Autobusowe
- 46bus: ŁÓDŹ (Plac Wolności) – Ogrodowa, Zachodnia, Zgierska, Liściasta, al. Włókniarzy, 11 Listopada, Helenówek, ZGIERZ (Pl. Kilińskiego) – OZORKÓW (Cegielniana) nocna, obowiązuje taryfa łódzka i zgierska

#### Obowiązywała taryfa własna
- BUS 1: ZGIERZ DWORZEC PKP – Kolejowa, 3 Maja, Aleksandrowska, Wiosny Ludów, Jastrzębie Górne, Jedlicze, Marszałkowska – USTRONIE „CHABER”
- BUS 2: DĄBRÓWKA STRUMIANY – Dąbrówka Wielka, Piątkowska, 3 Maja, Cezaka, Długa, Łagiewniki – SKOTNIKI (KRAŃCÓWKA)

## Tabor
Na liniach kursowały tramwaje typu 803N, Düwag GT6, Lohner GT6, Düwag GT8, Düwag GT8ZR, Düwag GT8 Freiburg, Düwag GT8N, Duewagi M6S oraz autobusy, głównie model Mercedes O405.
Spis taboru, który obsługiwał linie 46(A), BUS 1 i 2 i 46 BUS do 2012 r.:
| Typ tramwaju       | Liczba egzemplarzy | Rok zakupu                         | Numery taborowe |
| ------------------ | ------------------ | ---------------------------------- | --- |
| Konstal 803N       | 18                 | 1993                               | 4, 5, 6, 7, 8, 14, 15, 16, 17, 18, 21, 23, 29, 30 (zezłomowane), 33, 37 (przekazany do Klubu Miłośników Starych Tramwajów – zajezdnia Brus)                                             |
| Düwag GT6          | 4                  | 2008/2009 (z Ludwigshafen)         | 38 (przekazany do zajezdni Telefoniczna nr tab. 1038), 40 (przekazany do zajezdni Telefoniczna nr tab. 1075), 123 (zezłomowany), 147 (przekazany do zajezdni Telefoniczna nr tab. 1147) |
| Lohner GT6         | 1                  | 2009 (z Innsbrucka)                | 72 (zezłomowany) |
| Düwag GT8          | 2                  | 2009 (z Innsbrucka i Ludwigshafen) | 52, 149 (zezłomowane) |
| Düwag GT8 Freiburg | 4                  | 2006 (z Fryburga)                  | 201, 202, 203, 204 (zezłomowane) |
| Düwag GT8ZR        | 5                  | 2009 (z Innsbrucka)                | 81, 82, 86 (zezłomowane), 84, 85 (przekazane do zajezdni Telefoniczna nr tab. 1084 i 1085)                                                                                              |
| Düwag GT8N         | 6                  | 2007 (z Mannheim)                  | 506, 509, 511, 513, 514, 515 (przekazane do zajezdni Telefoniczna) |
| Düwag M8S          | 1                  | 2006                               | 61 (zezłomowany) |
| Düwag M6S          | 6                  | 2011 (z Bochum)                    | 324, 301, 316, 327, 302, 328 (przekazane do zajezdni Telefoniczna) |

| Typ autobusu     | Rok zakupu | Numer taborowy | Numer rejestracyjny |
| ---------------- | ---------- | -------------- | ------------------- |
| Kapena Intercity | 2004       | 201            | WI 64971            |
| Kapena Intercity | 2004       | 202            | EL 893CE            |
| Heuliez GX77H    | 2011       | 1              | EL 866LA            |
| Mercedes 309D    | 2006       | – zlikwidowany | EL 6034U            |
| Mercedes 309D    | 2006       | 2              | EL 4250X            |
| Mercedes O405    | 2006       | 3              | EL 6739Y            |
| Mercedes O405    | 2007       | – zlikwidowany | EL 1335V            |

## Kalendarium wydarzeń
- 01.11.1993 – MKT rozpoczęło działalność na liniach: 41, 41BIS, 45, 46, 101
- 06.1997 – MKT rozpoczęło modernizacje tramwajów 803N, jako pierwszym kanciakiem został wagon 17 (w 2008 wagon skasowany)
- 1998 – linia 41BIS została zlikwidowana. Obsługę komunikacyjną przejęło MZK Pabianice linią autobusową nr 11
- 2004 – linia 41 została zlikwidowana. Obsługę komunikacyjną przejęło MPK Łódź linią tramwajową nr 11
- 2004 – linia 45 została zlikwidowana. Obsługę komunikacyjną przejęło MPK Łódź linią tramwajową nr 11
- 2004 – wydłużenie linii 46 do pętli Chocianowice
- 2006 – MKT zaczęło sprowadzać wagony niemieckie (Düwag GT8 Typ Fryburg z Fryburga)
- 01.10.2008 – powstała linia 46A.
- 2007 – wprowadzono do eksploatacji częściowo niskopodłogowe tramwaje GT8N
- 2008 – wprowadzono do eksploatacji tramwaje Düwag GT6
- 2008 – do kursu liniowego powrócił jedyny działający niezmodernizowany wagon typu 803N (MKT#21)
- 2008 – na wagonie 29 oficjalnie przedstawiono graffiti „Tuning” duetu Raku&Bary
- 2009 – MKT skasowało ostatni wagon typu 102NaW w Łodzi (MKT#28)
- 2009 – MKT sprowadziło z Niemiec do eksploatacji wagony Lohner-Düwag GT8
- 26.10.2009 – Oficjalna prezentacja graffiti na wagonie 203
- 2009 – MKT sprowadziło 5 tramwajów dwukierunkowych używanych z Niemiec (Düwag GT8ZR)
- 2010 – na Helenówku skasowano 2 wagony (13 i 22)
- 2011 – MKT kupiło 6 używanych wagonów M6S z Bochum
- 01.04.2012 – likwidacja MKT oraz TP